# Patrick Bosque
Pour les articles homonymes, voir Bosque.
Pas d'image ? Cliquez ici

a Compétitions nationales et continentales officielles uniquement.

b Matchs officiels uniquement.
Dernière mise à jour le 24 juin 2019.
Patrick Bosque, né le 8 avril 1978, est un joueur français de rugby à XV et de rugby à sept. Il a joué en Équipe de France de rugby à sept, au FC Auch et au Tarbes PR et évoluait au poste d'ailier (1,75 m pour 75 kg). En juin 2017, il devient entraîneur responsable des trois-quarts du Rugby Club Auch qu’il fait monter en Fédérale 3 puis en Fédérale 2.

## Biographie
Patrick Bosque a commencé le rugby très jeune, vers cinq-sept ans, et est ensuite resté au FC Auch jusqu'à accéder en équipe première dès l’âge de 18 ans. Après avoir tenté l'expérience au Tarbes PR, où il est resté durant quatre ans, il rejoint par la suite son club de toujours.
C'est également un joueur de rugby à sept, régulièrement convoqué en équipe de France, dont il a été plusieurs fois capitaine.
À partir de la saison 2017-2018, il officie en tant qu'entraîneur des trois-quarts du RC Auch qui évolue en Fédérale 3.
Il entraîne également l'équipe de rugby à sept du Castres olympique lors du Supersevens 2022.

## Carrière

### En club
Joueur
- FC Auch
- Tarbes PR
- FC Auch
- Entente Astarac Bigorre XV

Entraîneur
- Depuis 2017 : RC Auch

| Saison    | Club    | Division   | Poste        | Classement   | Phases finales     |
| --------- | ------- | ---------- | ------------ | ------------ | ------------------ |
| 2017-2018 | RC Auch | Honneur    | Trois-quarts | 1er de poule | 8e de finale       |
| 2018-2019 | RC Auch | Fédérale 3 | Trois-quarts | 1er          | Champion de France |
| 2019-2020 | RC Auch | Fédérale 2 | Trois-quarts | -            | -                  |
| 2020-2021 | RC Auch | Fédérale 1 | Trois-quarts | -            | -                  |

## Palmarès
- Championnat de France de Pro D2 :

Avec Auch
- - Champion (1) : 2007

Avec Tarbes
- - Vice-champion (1) : 2003

En sélection
- International équipe de France du rugby à 7.